# Delbert McClinton
Delbert McClinton (* 4. November 1940 in Lubbock, Texas) ist ein US-amerikanischer Rhythm-and-Blues-, Soul- und Country-Sänger, Mundharmonikaspieler und vierfacher Grammy-Preisträger. Mit der Verbindung von Country-Musik, Blues, Soul und  Rock ’n’ Roll gelang ihm ein eigener Sound und Stil, der ihn zwar zu einem Liebling der Kritiker machte, ihn jedoch nie zu einem der ganz großen Stars werden ließ, obwohl sich seine musikalische Karriere von den späten 1950er Jahren bis in die Gegenwart erstreckt. In deren Verlauf entwickelte sich in den USA die Americana Music, als einer deren Protagonisten er gilt.

## Leben
Delbert McClinton wuchs in Fort Worth auf und entdeckte in seinen Teenagerjahren den Blues. Seine Mutter war Kosmetikerin und sein Vater arbeitete als Weichensteller bei der „Rock Island Railroad“, die von vielen texanischen Musikern besungen wurde. Nachdem er zum ersten Mal mit dem Blues in Berührung gekommen war, gründete er seine erste Band „The Mellow Fellows“, eine Gruppe von begeisterten, aber wenig talentierten Teenagern. Seine ersten musikalischen Erfahrungen sammelte er an der Mundharmonika.
Später wurde er Mitglied der Band „The Straitjackets“, die Hausband eines Bluesclubs, die durchreisende Bluesgrößen wie etwa Howlin’ Wolf, Jimmy Reed, Sonny Boy Williamson II. und Bobby Blue Bland begleitete. McClinton spielte auch Harmonika auf dem Hit Bruce Channels Hey Baby!. Ihn begleitete er auf einer Englandtournee. Hier entstand die Legende, dass er dem jungen John Lennon Mundharmonika beigebracht habe, was aber nicht stimmt, da Lennon bereits Mundharmonika spielte. Richtig jedoch ist, dass sich die beiden kennenlernten. Nachdem er in die USA zurückgekehrt war, gründete er die Band „Rondells“, mit denen er 1965 einen kleineren Hit hatte.
1972 ging er nach Los Angeles, wo er mit Glen Clark das Duo „Delbert & Glen“ gründete, das auch zwei Alben aufnahm. Nachdem er 1974 nach Texas zurückging, widmete er sich dem Songschreiben, unter anderen Two More Bottles of Wine, das für Emmylou Harris ein Tophit wurde und B Movie Boxcar Blues, das die Blues Brothers John Belushi und Dan Aykroyd in ihr Repertoire aufnahmen. Auch eigene Platten nahm er für ABC und Muscle Shoals Sound Studio auf. Nachdem diese Firma aber in Konkurs gegangen war, nahm er Anfang der 1980er-Jahre eine Auszeit. Im Jahr 1986 kehrte er als Sänger auf Roy Buchanans Dancing on the Edge zurück. Sein nächstes eigenes – und von seinem Saxophonisten Don Wise co-produziertes – Album, Live from Austin, brachte ihm seine erste Grammy-Nominierung ein (Best Contemporary Blues Album). Er spielte 1989 als Teil der Allstar-Band mit einem guten Dutzend Superstars des R&B, unter anderem Albert Collins, Dr. John, Billy Preston, Willie Dixon, Percy Sledge, Carla Thomas, Bo Diddley und Stevie Ray Vaughan, auf dem Inaugural-Concert zur Präsidentschaftswahl von George H. W. Bush.
1990 ging er nach Nashville, wo er ein gesuchter Songwriter (oft mit seinem Partner Gary Nicholson) wurde. Auf dem Feld zeitgenössischer Countrymusik schrieb er Material unter anderen für Wynonna Judd, Vince Gill, Lee Roy Parnell und Martina McBride. Sein großer Durchbruch kam aber erst, als er 1991 das Duett Good Man, Good Woman mit Bonnie Raitt aufnahm. Es erschien auf Luck of the Draw und erhielt den Grammy (Best Rock Vocal, Duo or Group). 1993 nahm er den Titelsong Weatherman für die Komödie „Groundhog Day“ (Und täglich grüßt das Murmeltier) auf.
Auch in den 2000er-Jahren kam er mit neuen Aufnahmen auf den Markt. Das Album aus dem Jahr 2001 Nothing Personal hielt sich monatelang in den Billboard Charts, brachte ihm nationale Fernsehauftritte und ließ ihn nach 40 Jahren einen Höhepunkt in seiner Karriere erreichen. 2004 war er Juror bei den 4. Independent Music Awards. 2006 wurde sein Album The Cost of Living als (Best Contemporary Blues Album) mit dem Grammy ausgezeichnet.
McClinton ist auch der Star des 1998 entstandenen Dokumentarfilms Rocking the Boat: A Musical Conversation and Journey von Jay Curlee. Die Dokumentation enthält Interviews und Auftritte von McClinton, Marcia Ball, Rodney Crowell, Stephen Bruton, Wayne Toups, Jimmy Hall, Paul Thorn, Jeffrey Steele, Mel Fitzmundson und Teresa James. 2008 wurde der Film auf DVD veröffentlicht.

## Diskografie

### Alben
| Jahr | Titel                     | Höchstplatzierung, Gesamtwochen, AuszeichnungChartplatzierungen (Jahr, Titel, Platzierungen, Wochen, Auszeichnungen, Anmerkungen) | Höchstplatzierung, Gesamtwochen, AuszeichnungChartplatzierungen (Jahr, Titel, Platzierungen, Wochen, Auszeichnungen, Anmerkungen) | Höchstplatzierung, Gesamtwochen, AuszeichnungChartplatzierungen (Jahr, Titel, Platzierungen, Wochen, Auszeichnungen, Anmerkungen) | Anmerkungen                                                      |
| Jahr | Titel                     | CH | US | Country | Anmerkungen                                                      |
| ---- | ------------------------- | --- | --- | --- | ---------------------------------------------------------------- |
| 1977 | Love Rustler              | — | — | Country49 (2 Wo.)Country | ABC Music                                                        |
| 1979 | Keeper of the Flame       | — | US146 (6 Wo.)US | — | Mercury                                                          |
| 1980 | The Jealous Kind          | — | US34 (28 Wo.)US | — | Capitol Records                                                  |
| 1981 | Plain from the Heart      | — | US181 (9 Wo.)US | — | Capitol Records                                                  |
| 1992 | Never Been Rocked Enough  | — | US118 (13 Wo.)US | — | Curb                                                             |
| 1997 | One Of The Fortunate Few  | — | US116 (5 Wo.)US | Country15 (36 Wo.)Country | Rising Tide Entertainment                                        |
| 2001 | Nothing Personal          | — | US103 (3 Wo.)US | Country20 (39 Wo.)Country | New West Records, Inc.                                           |
| 2002 | Room to Breathe           | — | US84 (4 Wo.)US | Country12 (27 Wo.)Country | New West Records, Inc.                                           |
| 2005 | Cost of Living            | — | US105 (3 Wo.)US | Country14 (15 Wo.)Country | New West Records, Inc.                                           |
| 2009 | Acquired Taste            | — | US131 (1 Wo.)US | — | New West Records, Inc. mit DVD: Live at Austin City Limits, 1992 |
| 2013 | Blind, Crippled and Crazy | — | US172 (1 Wo.)US | — | New West Records, Inc.                                           |
| 2022 | Outdated Emotion          | CH89 (1 Wo.)CH | — | — |                                                                  |

grau schraffiert: keine Chartdaten aus diesem Jahr verfügbar
Weitere Alben
- 1972: Delbert & Glen (Koch Records)
- 1973: Subject to Change (Koch Records)
- 1975: Victim of Life’s Circumstances (ABC)
- 1976: Genuine Cowhide (ABC)
- 1978: Second Wind (Mercury)
- 1987: Honky Tonkin’ (Universal Special Products)
- 1990: I’m with You (Curb)
- 1993: Feelin’ Alright (Quicksilver)
- 1993: Delbert McClinton (Curb)
- 1994: Shot from the Saddle (Special Music)
- 1994: Honky Tonk ’n Blues (MCA Records)
- 1995: Let the Good Times Roll (Universal Special Products)
- 2007: Prick of the Litter (Hot Shot)
- 2019: Tall, Dark & Handsome (Hot Shot)

### Livealben
| Jahr | Titel | Höchstplatzierung, Gesamtwochen, AuszeichnungChartplatzierungen (Jahr, Titel, Platzierungen, Wochen, Auszeichnungen, Anmerkungen) | Höchstplatzierung, Gesamtwochen, AuszeichnungChartplatzierungen (Jahr, Titel, Platzierungen, Wochen, Auszeichnungen, Anmerkungen) | Anmerkungen            |
| Jahr | Titel | US | Country | Anmerkungen            |
| ---- | ----- | --- | --- | ---------------------- |
| 2003 | Live  | — | Country44 (5 Wo.)Country | New West Records, Inc. |

Weitere Livealben
- 1989: Live from Austin TX (Alligator)
- 2006: Live from Austin TX (New West Records, Inc.)

### Kompilationen
- 1978: Very Early Delbert McClinton Volume 1
- 1978: Very Early Delbert McClinton Volume 2
- 1989: The Best of Delbert McClinton
- 1994: Classics, Vol. 1: The Jealous Kind
- 1994: Classics, Vol. 2: Plain from the Heart
- 1995: Great Songs: Come Together
- 1999: Crazy Cajun Recordings
- 1999: The Ultimate Collection
- 2000: Don’t Let Go: The Collection
- 2000: Genuine Rhythm & the Blues
- 2003: The Best of Delbert McClinton, 20th Century Masters, Millennium Collection
- 2006: The Definitive Collection

### Singles
| Jahr | Titel Album                                                             | Höchstplatzierung, Gesamtwochen, AuszeichnungChartplatzierungen (Jahr, Titel, Album, Platzierungen, Wochen, Auszeichnungen, Anmerkungen) | Höchstplatzierung, Gesamtwochen, AuszeichnungChartplatzierungen (Jahr, Titel, Album, Platzierungen, Wochen, Auszeichnungen, Anmerkungen) | Anmerkungen      |
| Jahr | Titel Album                                                             | US | Country | Anmerkungen      |
| ---- | ----------------------------------------------------------------------- | --- | --- | ---------------- |
| 1965 | If You Really Want Me To, I’ll Go Very Early Delbert McClinton Volume 1 | US97 (1 Wo.)US | — | mit The Ron-Dels |
| 1972 | I Received a Letter Delbert & Glen                                      | US90 (3 Wo.)US | — | Delbert & Glen   |
| 1980 | Giving It Up for Your Love The Jealous Kind                             | US8 (19 Wo.)US | — |                  |
| 1981 | Shotgun Rider The Jealous Kind                                          | US70 (6 Wo.)US | — |                  |
| 1997 | Sending Me Angels One of the Fortunate Few                              | — | Country65 (9 Wo.)Country |                  |

Weitere Singles
- 1990: I’m with You
- 1992: Every Time I Roll the Dice
- 1995: Come Together
- 2001: When Rita Leaves
- 2002: Same Kind of Crazy
- 2002: Lone Star Blues
- 2005: One of the Fortunate Few
- 2005: I Had a Real Good Time
- 2006: Midnight Communion
- 2009: Mama’s Little Baby
- 2009: Starting a Rumor
- 2019: Mr. Smith

### Gastbeiträge
| Jahr | Titel Album                              | Höchstplatzierung, Gesamtwochen, AuszeichnungChartplatzierungen (Jahr, Titel, Album, Platzierungen, Wochen, Auszeichnungen, Anmerkungen) | Höchstplatzierung, Gesamtwochen, AuszeichnungChartplatzierungen (Jahr, Titel, Album, Platzierungen, Wochen, Auszeichnungen, Anmerkungen) | Anmerkungen      |
| Jahr | Titel Album                              | US | Country | Anmerkungen      |
| ---- | ---------------------------------------- | --- | --- | ---------------- |
| 1993 | Tell Me About It Can’t Run from Yourself | — | Country4 (20 Wo.)Country | mit Tanya Tucker |

### Videoalben
- 2006: Live from Austin TX RED Distribution
- 2008: Rocking the Boat - A Musical Conversation & Journey  Burnside Distribution Corporation[5]
- 2014: A Celebration of Blues and Soul: The 1989 Presidential Inaugural Concert

## Auszeichnungen
- Grammy Awards[6]
  - 1992: Beste Darbietung eines Duos oder einer Gruppe mit Gesang – Rock für Good Man, Good Woman (mit Bonnie Raitt)
  - 2002: Bestes zeitgenössisches Bluesalbum für Nothing Personal
  - 2006: Bestes zeitgenössisches Bluesalbum für Cost of Living
  - 2020: Bestes traditionelles Bluesalbum für Tall, Dark & Handsome (Delbert McClinton & Self-Made Men)